# Toxicocalamus buergersi
Toxicocalamus buergersi är en ormart som beskrevs av Sternfeld 1913. Toxicocalamus buergersi ingår i släktet Toxicocalamus och familjen giftsnokar och underfamiljen havsormar. Inga underarter finns listade i Catalogue of Life.
Arten förekommer i Papua Nya Guinea. Honor lägger ägg. Ormen hittas på öns nordöstra sida vid havet. Den når i kulliga områden 200 meter över havet. Regionen är täckt av regnskog. Toxicocalamus buergersi gräver i lövskiktet och i det översta jordlagret. Den äter daggmaskar.
Beståndet påverkas antagligen av landskapsförändringar. Hela populationen anses vara stor. IUCN listar arten som livskraftig (LC).